# Tira adhesiva sanitaria

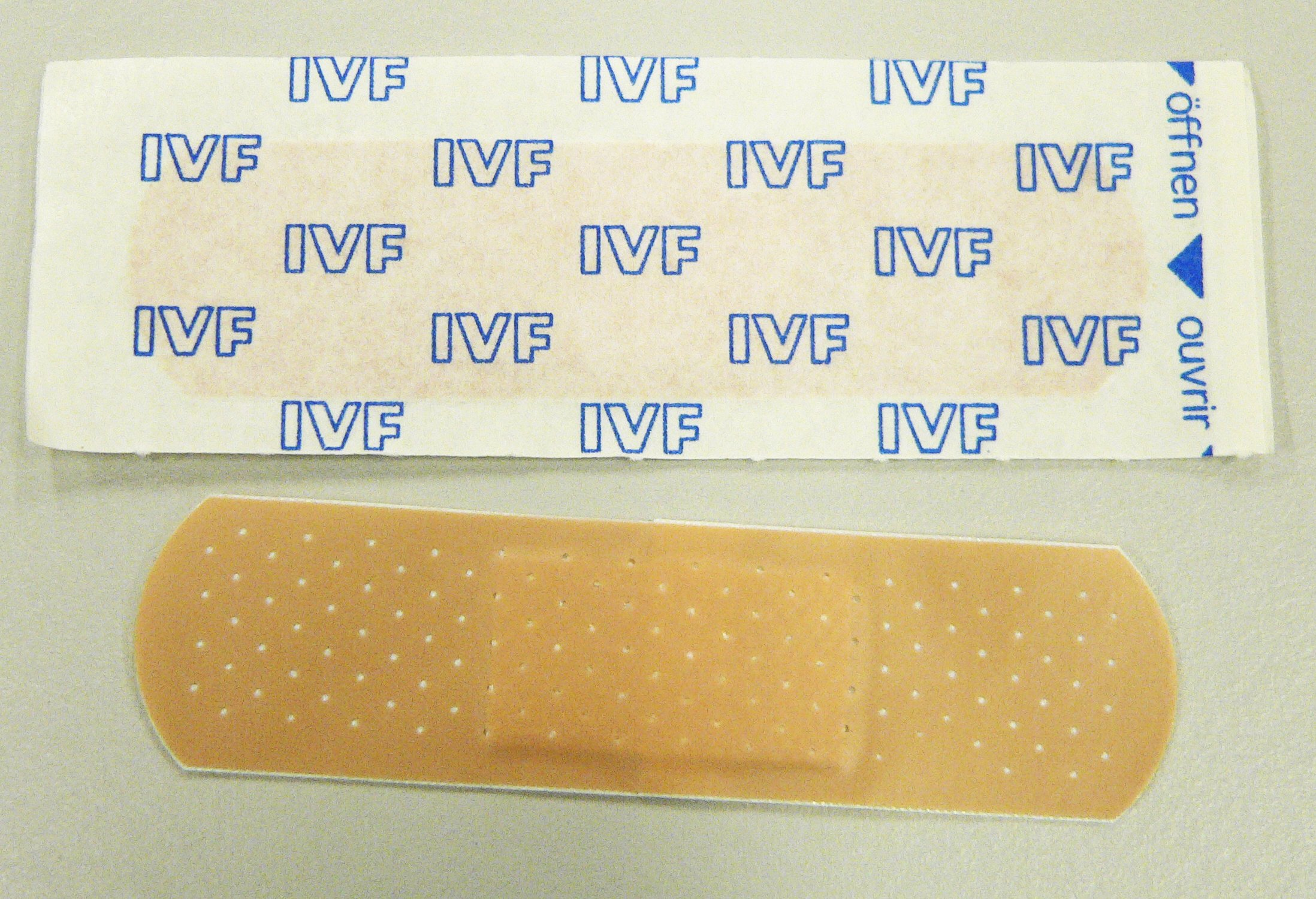
Apósito adhesivo

Una tira adhesiva sanitaria, apósito adhesivo, venda adhesiva, curita o tirita es una cinta adhesiva de corta extensión con un apósito esterilizado en el centro, utilizada para el tratamiento de heridas pequeñas. 

## Historia
El primer apósito fue inventado por el alemán Paul Beiersdorf que lo patentó en el año 1882. El producto fue copiado en 1917 por el norteamericano Earle Dickson, que trabajaba para los laboratorios Johnson & Johnson, cuando se dio cuenta de que su mujer se cortaba a menudo mientras trabajaba en la cocina y utilizaba vendajes aparatosos que se le desprendían con facilidad.
El empresario de Mataró Gerardo Coll, introdujo el producto en España después de la guerra civil española (1936-1939). En 1954, Coll creó la marca Tiritas, que se fabricó en Mataró hasta 1988 por parte de la firma Unitex. En esa fecha fue adquirida por la multinacional Hartmann, que es la que sigue fabricándolas en España. Aquella marca inventada en Cataluña para los apósitos adhesivos ha conseguido calar hondo en este tiempo hasta convertirse en nombre genérico del producto en España.